# Škotska
Škotska (škotsko Scotland; škotskogelsko Alba) je država, ki je sestavni del Združenega kraljestva Velike Britanije in Severne Irske. Obsega skoraj eno tretjino njenega ozemlja, sestavljeno iz severnega dela otoka Velika Britanija in več kot 790 sosednjih otokov, predvsem v arhipelagu Hebridov in Severnih otokov. Na jugovzhodu ima Škotska svojo edino kopensko mejo, ki je dolga 154 km in si jo deli z Anglijo; državo na severu in zahodu obdaja Atlantski ocean, na severovzhodu in vzhodu Severno morje ter na jugu Irsko morje. Prebivalstvo leta 2022 je bilo 5.436.600 in predstavlja 8 % prebivalstva Združenega kraljestva. Edinburg je glavno mesto, Glasgow pa največje mesto Škotske.
Kraljevina Škotska se je pojavila v 9. stoletju. Leta 1603 je Jakob VI. podedoval Anglijo in Irsko ter oblikoval personalno unijo treh kraljestev. 1. maja 1707 sta se Škotska in Anglija združili v novo Kraljevino Veliko Britanijo, s škotskim parlamentom, vključenim v parlament Velike Britanije. Leta 1999 je bil ponovno ustanovljen škotski parlament, ki je prenesel pristojnosti nad številnimi področji notranje politike. Država ima drugačen pravni sistem, izobraževalni sistem in versko zgodovino od preostalega Združenega kraljestva, kar je prispevalo k nadaljevanju škotske kulture in nacionalne identitete v Združenem kraljestvu. Škotska angleščina in škotščina sta najbolj razširjena jezika v državi, ki obstajata v narečnem kontinuumu drug z drugim. Govorce škotske gelščine lahko najdemo po vsej Škotski, vendar jezik večinoma govorijo skupnosti znotraj Hebridov. Število govorcev gelščine je manj kot 2 % celotnega prebivalstva, čeprav so poskusi revitalizacije, ki jih je sponzorirala država, pripeljali do naraščajoče skupnosti govorcev drugega jezika.
Celinska Škotska je na splošno razdeljena na tri regije: Škotsko višavje, gorata regija na severu in severozahodu; nižavje, bolj ravna planota čez središče države; in Južno višavje, hribovito območje ob južni meji. Višavje je najbolj gorata regija Združenega kraljestva in vsebuje svoj najvišji vrh, Ben Nevis, visok 1345 m. V regiji je tudi veliko jezer, imenovanih lochs; izraz se uporablja tudi za številne zalive s slano vodo vzdolž globoko razčlenjene zahodne obale države. Geografija številnih otokov je raznolika. Nekateri, kot sta Mull in Skye, so znani po svojem goratem terenu, medtem ko sta Tiree in Coll veliko bolj položna.

## Etimologija
Škotska izhaja iz Scoti, latinskega imena za Galce. Philip Freeman je špekuliral o verjetnosti, da bi skupina roparjev prevzela ime iz indoevropskega korena, *skot in navedel vzporednico v grškem skotos (σκότος), kar pomeni 'tema, mrak'. Pozna latinska beseda Scotia (»dežela Gaelov«) je bila prvotno uporabljena za Irsko, podobno pa je bila v zgodnji stari angleščini Scotland uporabljena za Irsko. Najpozneje do 11. stoletja se je Škotska uporabljala za (galsko govorečo) Škotsko severno od reke Forth, poleg Albania ali Albany, ki sta oba izpeljana iz gelskega Alba. Uporaba besed Škoti in Škotska za vso to, kar je današnja Škotska, je postala običajna v poznem srednjem veku.

## Zgodovina

### Prazgodovina
Prazgodovinska Škotska je bila pred prihodom Rimskega cesarstva kulturno različna.
Ponavljajoče se poledenitve, ki so zajele celotno kopensko maso sodobne Škotske, so uničile vse sledi človeškega bivanja, ki bi lahko obstajalo pred mezolitskim obdobjem. Domneva se, da so prve postglacialne skupine lovcev in nabiralcev prispele na Škotsko pred približno 12.800 leti, ko se je ledena plošča umaknila po zadnji poledenitvi. Takrat je bila Škotska pokrita z gozdovi, imela je več barja in glavna oblika prevoza je bila voda. Ti naseljenci so začeli graditi prve znane stalne hiše na škotskih tleh pred približno 9500 leti in prve vasi pred približno 6000 leti. Iz tega obdobja je dobro ohranjena vas Skara Brae na celini Orkneyja. Neolitska bivališča, grobišča in obredna mesta so še posebej pogosta in dobro ohranjena na severnih in zahodnih otokih, kjer je pomanjkanje dreves povzročilo, da je bila večina struktur zgrajena iz lokalnega kamna. Dokaze o prefinjenih predkrščanskih verskih sistemih dokazujejo najdišča, kot sta Callanish Stones na Lewisu in Maes Howe na Orkneyju, ki sta bila zgrajena v 3. tisočletju pred našim štetjem.

### Zgodnja zgodovina
Prva pisna omemba Škotske je bila leta 320 pr. n. št. s strani grškega pomorščaka Pytheasa, ki je severno konico Britanije imenoval Orkas, od koder izvira ime Orkneyjskih otokov.
Večina sodobne Škotske ni bila vključena v Rimsko cesarstvo in rimski nadzor nad deli območja je nihal v precej kratkem obdobju. Prvi rimski vdor na Škotsko je bil leta 79 n. št., ko je Agricola napadel Škotsko; premagal je kaledonsko vojsko v bitki pri Mons Graupiusu leta 83 n. št. Po rimski zmagi so bile rimske utrdbe za kratek čas postavljene vzdolž grebena Gask blizu meje preloma Škotskega višavja, toda tri leta po bitki so se rimske vojske umaknile v Južno višavje. Ostanke rimskih utrdb, ustanovljenih v 1. stoletju, so našli daleč na severu do Moray Firth. Z vladavino rimskega cesarja Trajana (vladal 98–117) je rimski nadzor prešel v Britanijo južno od črte med reko Tyne in Solway Firthom. Vzdolž te črte je Trajanov naslednik Hadrijan (vladal 117–138) postavil Hadrijanov zid v severni Angliji in Limes Britannicus je postal severna meja Rimskega cesarstva. Rimski vpliv na južni del države je bil precejšen in na Škotsko so uvedli krščanstvo.
Antoninov zid je bil zgrajen od leta 142 po ukazu Hadrijanovega naslednika Antonina Pija (vladal 138–161), ki je branil rimski del Škotske pred neupravljanim delom otoka, severno od črte med Firth of Clyde in Firth of Forth. Rimsko invazijo na Kaledonijo v letih 208–210 so izvedli cesarji cesarske dinastije Severanov kot odgovor na prekinitev pogodbe s strani Kaledoncev leta 197, toda trajno osvojitev celotne Velike Britanije je preprečila rimska sila, ki je zabredla v kaznovanju gverilskega bojevanja, in smrt cesarja Septimija Severja (vladal 193–211) v Eborakumu (York), potem ko je zbolel med pohodom. Čeprav so bile utrdbe, ki jih je postavila rimska vojska v Severanski kampanji, postavljene blizu utrdb, ki jih je postavil Agricola, in so bile strnjene ob ustjih globeli v Višavju, so se Kaledonci ponovno uprli leta 210–211, so te bile prekoračene.
Za rimska zgodovinarja Tacita in Kasija Diona se je Škotsko višavje in območje severno od reke Forth imenovalo Kaledonija. Po Kasiju Dionu so bili prebivalci Kaledonije Kaledonci in Maetaji. Drugi starodavni avtorji so uporabljali pridevnik 'kaledonski' za označevanje kjerkoli v severni ali celinski Britaniji, pri čemer so pogosto omenjali ljudi in živali v regiji, njeno hladno podnebje, njene bisere in omembe vredno območje gozdnatih gričev (latinsko saltus), ki ga je v 2. stoletju rimski filozof Ptolemaj v svoji Geografiji opisal, da leži jugozahodno od Beauly Firth. Ime Kaledonija odmeva v imenih krajev Dunkeld, Rohallion in Schiehallion.
Velika zarota je predstavljala na videz usklajeno invazijo proti rimski vladavini v Veliki Britaniji v poznejšem 4. stoletju, ki je vključevala sodelovanje galskih Škotov in Kaledoncev, ki so jih Rimljani takrat poznali kot Pikte. Tega je premagal vojaški častnik Teodozij starejši; vendar je bila rimska vojaška vlada v celoti umaknjena z otoka do zgodnjega 5. stoletja, kar je povzročilo anglosaško naselitev Britanije in priseljevanje Sasov v jugovzhodno Škotsko in preostali del vzhodne Velike Britanije.

### Kraljevina Škotska
Z začetkom v 6. stoletju je bilo območje, ki je danes Škotska, razdeljeno na tri območja: Pictland, skupek majhnih gospostev v osrednji Škotski; Anglosaško Kraljestvo Northumbria, ki je osvojilo jugovzhodno Škotsko; in Dál Riata, ki je vključeval ozemlje v zahodni Škotski in severni Irski ter razširil gelski jezik in kulturo na Škotsko. Te družbe so temeljile na družinski enoti in so imele ostre delitve v bogastvu, čeprav je bila velika večina revnih in so polni delovni čas delali v samooskrbnem kmetijstvu. Pikti so imeli sužnje (večinoma ujete v vojni) skozi 9. stoletje.
Gelski vpliv na Pictland in Northumbrio je olajšalo veliko število gelsko govorečih klerikov, ki so delali kot misijonarji. Sveti Kolumban je deloval v 6. stoletju na otoku Iona in je bil eden prvih in najbolj znanih misijonarji. Vikingi so začeli pleniti Škotsko v 8. stoletju. Čeprav so roparji iskali sužnje in luksuzne predmete, je bila njihova glavna motivacija pridobitev zemlje. Najstarejše nordijske naselbine so bile na severozahodu Škotske, vendar so sčasoma osvojile številna območja ob obali. Stara norveščina je v celoti izpodrinila piktščino na Severnih otokih.
V 9. stoletju je nordijska grožnja omogočila Gaelu po imenu Kenneth I. (Cináed mac Ailpín), da je prevzel oblast nad Pictlandom, s čimer je ustanovil kraljevo dinastijo, iz katere izvirajo sodobni monarhi in označil začetek konca piktske kulture. Kraljestvo Cináeda in njegovih potomcev, imenovanih Alba, je bilo gelskega značaja, vendar je obstajalo na istem območju kot Pictland. Do konca 10. stoletja je piktski jezik izumrl, ko so njegovi govorci prešli na gelščino. Iz baze v vzhodni Škotski severno od reke Forth in južno od reke Spey se je kraljestvo najprej razširilo proti jugu, v nekdanje dežele Northumbrije in proti severu v Moray. Na prelomu tisočletja je prišlo do centralizacije kmetijskih zemljišč in začela so se ustanavljati prva mesta.
V 12. in 13. stoletju je bil velik del Škotske pod nadzorom enega samega vladarja. Sprva je prevladovala gelska kultura, vendar so priseljenci iz Francije, Anglije in Flandrije vztrajno ustvarjali bolj raznoliko družbo, pri čemer je gelski jezik začela nadomeščati škotščina; in iz tega je nastala moderna nacionalna država. Ob koncu tega obdobja je vojna proti Angliji sprožila rast škotske nacionalne zavesti. David I. (1124–1153) in njegovi nasledniki so centralizirali kraljevo oblast in združil celinsko Škotsko ter zavzel regije, kot so Moray, Galloway in Caithness, čeprav ni mogel razširiti svoje oblasti na Hebride, ki so jim po Somerledovi smrti leta 1164 vladali različni škotski klani. Leta 1266 se je Škotska borila v kratki, a posledični škotsko-norveški vojni, v kateri so se Hebridi povrnili po močnem porazu kralja Haakona IV. in njegovih sil v bitki pri Largsu. Do te točke so bili Hebridi približno 400 let pod nadzorom norveških Vikingov in so razvili značilno nordijsko-gelsko kulturo, v kateri je veliko staronordijskih izposojenk vstopilo v škotsko gelščino, ki so jo govorili otočani, skozi zaporedne generacije pa bi norveščina skoraj popolnoma postala asimilirana v galsko kulturo in škotski klanski sistem. Po konfliktu je morala Škotska potrditi norveško suverenost nad Severnimi otoki, vendar so bili pozneje v 15. stoletju vključeni v Škotsko. Skandinavska kultura v obliki jezika norn je preživela veliko dlje kot na Hebridih in bi močno vplivala na lokalno škotsko narečje na Shetlandu in Orkneyju. Kasneje se je sistem fevdalizma utrdil, pri čemer so tako anglo-normanski priseljenci kot domači galski poglavarji dobili zemljo v zameno za služenje kralju. Odnos z Anglijo je bil v tem obdobju zapleten: škotski kralji so poskusili več včasih z uspehom, da bi izkoristili angleški politični pretres, ki mu je sledilo najdaljše obdobje miru med Škotsko in Anglijo v srednjem veku: od 1217–1296.

### Vojne za škotsko neodvisnost
Smrt Aleksandra III. marca 1286 je prekinila nasledstveno linijo škotskih kraljev rodbine Dunkeldov. Edvard I. Angleški si je prizadeval med različnimi klani za škotsko krono. V zameno za predajo nominalne neodvisnosti Škotske je bil John Balliol leta 1292 razglašen za kralja. Leta 1294 so Balliol in drugi škotski lordi zavrnili Edvardove zahteve, da bi služili v njegovi vojski proti Francozom. Škotska in Francija sta 23. oktobra 1295 sklenili pogodbo, znano kot Staro zavezništvo (Auld Alliance). Sledila je vojna in Johna je odstavil Edward, ki je osebno prevzel nadzor nad Škotsko. Andrew Moray in William Wallace sta se sprva pojavila kot glavna voditelja upora proti angleški vladavini v vojnah za škotsko neodvisnost, dokler ni bil Robert Bruce okronan za kralja Škotske leta 1306. Zmaga v bitki pri Bannockburnu leta 1314 je dokazala, da so Škoti ponovno prevzeli nadzor nad svojim kraljestvom. Leta 1320 je prva dokumentirana razglasitev neodvisnosti na svetu, Deklaracija iz Arbroatha, pridobila podporo papeža Janeza XXII., kar je vodilo do pravnega priznanja škotske suverenosti s strani angleške krone.
Državljanska vojna med dinastijo Bruce in njihovimi dolgoletnimi tekmeci iz rodbine Comyn in rodbin Balliol je trajala do sredine 14. stoletja. Čeprav je bila frakcija Bruce uspešna, je pomanjkanje dediča Davida II. omogočilo njegovemu polnečaku Robertu II., lordu visokemu oskrbniku Škotske, da je prišel na prestol in ustanovil rodbino Stewart. Stewarti so Škotski vladali preostanek srednjega veka. Država, ki so ji vladali, je doživela večji razcvet od konca 14. stoletja prek škotske renesanse do reformacije, kljub posledicam črne smrti leta 1349 in vse večji delitvi med višavjem in nižavjem. Večkratna premirja so zmanjšala vojskovanje na južni meji.

### Zveza kron
Pogodbo o večnem miru sta leta 1502 podpisala Jakob IV. Škotski in Henrik VII. Angleški. Jakob se je poročil s Henrikovo hčerko Margareto Tudor. Jakob je vdrl v Anglijo v podporo Franciji pod pogoji Stare zveze in postal zadnji monarh v Veliki Britaniji, ki je umrl v bitki pri Floddenu leta 1513. Vojna z Anglijo v času vladavine Marije, škotske kraljice med letoma 1543 in 1551 je znana kot grobo snubljenje ali osemletna vojna. Leta 1560 je Edinburška pogodba končala obleganje Leitha in priznala protestantko Elizabeto I. za angleško kraljico. Škotski parlament se je sestal in takoj sprejel škotsko veroizpoved, kar je nakazalo oster prelom škotske reformacije od papeške oblasti in rimskokatoliškega nauka. Katoliška Marija, škotska kraljica, je bila leta 1567 prisiljena abdicirati.
Leta 1603 je Jakob VI., škotski kralj, podedoval prestola Kraljevine Anglije in Kraljevine Irske v Zvezi kron in se preselil v London. To je bila tako imenovana personalna unija, saj so kraljestva kljub istemu monarhu ohranila svoje parlamente, zakone in druge institucije. Prvi Union Jack, zastava je bila zasnovana po Jamesovem naročilu, da bi plapolala poleg Andrejevega križa na škotskih plovilih na morju. Jakob VI. in I. sta nameravala ustvariti enotno kraljestvo Velike Britanije, a ju je v tem poskusu preprečil angleški parlament, ki je podprl uničujoč predlog, da se namesto tega išče popolna pravna unija, predlog, ki ga je sprejel škotski parlament se ni strinjal, zaradi česar je kralj umaknil načrt.
Z izjemo kratkega obdobja pod protektoratom je Škotska v 17. stoletju ostala ločena država, vendar je prišlo do precejšnjega spora med krono in zavezniki glede oblike cerkvene vlade. Vojska je bila okrepljena, kar je omogočilo vsiljenje kraljeve oblasti zahodnim višavskim klanom. Ionski statut iz leta 1609 je zahteval kulturno integracijo voditeljev hebridskih klanov. Leta 1641 in ponovno leta 1643 si je škotski parlament neuspešno prizadeval za zvezo z Anglijo, ki bi bila federativna in ne vključujoča in da bi Škotska obdržala ločen parlament. Vprašanje unije je leta 1648 razdelilo parlament.
Po usmrtitvi škotskega kralja v Whitehallu leta 1649, sredi vojn treh kraljestev in dogodkov na Škotskem, je Oliver Cromwell, zmagoviti lord zaščitnik, uvedel prvo pisno ustavo Britanskega otočja – vladni instrument – na Škotsko leta 1652 kot del republike Commonwealth Anglije, Škotske in Irske. Protektorski parlament je bil prvi Westminstrski parlament, ki je vključeval predstavnike nominalno iz Škotske. Monarhija hiše Stuart se je ponovno vzpostavila na Škotskem leta 1660. Škotski parlament si je leta 1664 prizadeval za trgovinsko zvezo z Anglijo; predlog je bil leta 1668 zavrnjen. Leta 1670 je angleški parlament zavrnil predlagano politično unijo s Škotsko. Angleški predlogi v istem smislu so bili opuščeni leta 1674 in 1685. Škotski parlament je leta 1689 zavrnil predloge za politično unijo z Anglijo. Jakobitizem, politična podpora izgnani katoliški dinastiji Stuart, je ostal grožnja varnosti britanske države pod protestantsko rodbino Orange in naslednjo rodbino Hanoveranov do poraza jakobitske vstaje leta 1745. Leta 1698 je Škotska družba poskušala s projektom zavarovati trgovsko kolonijo na Panamski ožini. Skoraj vsak škotski veleposestnik, ki je imel na pretek, naj bi vložil v shemo Darien.

### Pogodba o uniji
Potem ko je bil leta 1695 zavrnjen še en predlog angleške lordske zbornice in je bil nadaljnji lordski predlog zavrnjen v spodnjem domu leta 1700, je škotski parlament ponovno zavrnil unijo leta 1702. Neuspeh sheme Darien je bankrotiral lastnike zemljišč, ki so vlagali, ne pa tudi mest. Kljub temu je bankrot plemičev skupaj z grožnjo angleške invazije igral vodilno vlogo pri prepričevanju škotske elite, da podpre zvezo z Anglijo. 22. julija 1706 so se predstavniki škotskega in angleškega parlamenta dogovorili o pogodbi o uniji. Naslednje leto sta oba parlamenta sprejela dvojna akta o uniji za ustanovitev združenega kraljestva Velike Britanije z učinkom od 1. maja 1707 z ljudsko opozicijo in nemiri proti sindikatom v Edinburghu, Glasgowu in drugod. Unija je ustanovila tudi parlament Velike Britanije, ki je nasledil škotski in angleški parlament, ki sta zavrnila predloge irskega parlamenta, da bi bilo tretje kraljestvo vključeno v unijo.
Z odpravo trgovinskih tarif z Anglijo je trgovina zacvetela, zlasti s kolonialno Ameriko. Kliperji, ki so pripadali Glasgow Tobacco Lords, so bili najhitrejše ladje na poti v Virginijo. Do ameriške vojne za neodvisnost leta 1776 je bil Glasgow glavno tobačno pristanišče na svetu, ki je prevladovalo v svetovni trgovini. Razlika med bogastvom trgovskih razredov Škotskega nižavja in starodavnih klanov Škotskega višavja je rasla, kar je povečalo stoletja delitve.
Odstavljeni jakobitski kandidati za Stuarte so ostali priljubljeni v visokogorju in na severovzhodu, zlasti med neprezbiterijanci, vključno z rimokatoličani in episkopalnimi protestanti. Dve veliki jakobitski vstaji, ki sta se začeli leta 1715 in 1745, nista uspeli odstraniti rodbine Hanover z britanskega prestola. Grožnja jakobitskega gibanja Združenemu kraljestvu in njegovim monarhom se je dejansko končala v bitki pri Cullodenu, zadnji bitki Velike Britanije.
V visokogorju so poglavarji klanov postopoma začeli razmišljati o sebi bolj kot o komercialnih posestnikih kot o voditeljih svojega ljudstva. Te družbene in gospodarske spremembe so vključevale prvo fazo višavskih čistilnih dejanj in nazadnje propad klanstva.

## Geografija
Celinska Škotska obsega severno tretjino kopenske mase otoka Velika Britanija, ki leži ob severozahodni obali celinske Evrope. Skupna površina je 80.231 km², s površino 77.901 km², primerljivo z velikostjo Češke. Edina kopenska meja Škotske je z Anglijo in poteka 154 km med porečjem reke Tweed na vzhodni obali in Solway Firthom na zahodu. Atlantski ocean meji na zahodno obalo, Severno morje pa na vzhodu. Otok Irska leži le 21 km od jugozahodnega polotoka Kintyre;ref>North Channel, Encyclopædia Britannica. Retrieved 2 May 2016.</ref> Norveška je 305 km na vzhodu in Ferski otoki 270 km na severu.
Ozemeljski obseg Škotske je na splošno tisti, ki ga je leta 1237 določila Yorška pogodba med Škotsko in Kraljevino Anglijo ter Perthska pogodba leta 1266 med Škotsko in Norveško. Pomembne izjeme vključujejo otok Man, ki ga je v 14. stoletju izgubila Anglija, zdaj pa je kronska odvisnost zunaj Združenega kraljestva; otoški skupini Orkney in Shetland, ki ju je leta 1472 pridobila Norveška; in Berwick-upon-Tweed, ki ju je leta 1482 izgubila Anglija.
Geografsko središče Škotske leži nekaj milj od vasi Newtonmore v Badenochu. Najvišja točka Škotske se dviga na 1345 m nad morsko gladino in je vrh Ben Nevisa v Lochaberju, medtem ko najdaljša reka na Škotskem, reka Tay, teče na razdalji 188 km.

### Geologija in geomorfologija
V pleistocenskih ledenih dobah je bila celotna Škotska prekrita z ledenimi ploščami, na pokrajino pa močno vpliva poledenitev. Z geološkega vidika ima država tri glavne pododdelke.
Višavje in otoki ležijo severno in zahodno od  preloma Škotskega višavja (Highland Boundary Fault), ki poteka od Arrana do Stonehavena. Ta del Škotske večinoma obsega starodavne kamnine iz kambrija in predkambrija, ki so bile dvignjene med kasnejšo kaledonsko orogenezo. Prepredeno je z magmatskimi vdori novejše dobe, katerih ostanki so oblikovali gorske masive, kot sta Cairngorms in Skye Cuillins. V severovzhodni celinski Škotski je preperevanje kamnin, ki se je zgodilo pred zadnjo ledeno dobo, oblikovalo velik del pokrajina.
Pomembna izjema od zgoraj navedenega so fosilne plasti starih rdečih peščenjakov, ki jih najdemo predvsem ob obali Moray Firth. Višavje je na splošno gorato in tukaj so najvišje lege Britanskega otočja. Škotska ima več kot 790 otokov, razdeljenih v štiri glavne skupine: Shetlandski otoki, Orkneyjski otoki ter Notranji Hebridi in Zunanji Hebridi. Obstajajo številna sladkovodna telesa, vključno z jezeroma Loch Lomond in Loch Ness. Nekateri deli obale so sestavljeni iz machairja, nizko ležečih sipinskih pašnikov.
Osrednje nižavje je riftna dolina, ki jo sestavljajo predvsem paleozojske formacije. Mnoge od teh usedlin so gospodarskega pomena, saj so prav tu kamnine, ki vsebujejo premog in železo, ki so spodbudile industrijsko revolucijo na Škotskem. To območje je doživelo tudi intenziven vulkanizem, Arthur's Seat v Edinburghu je ostanek nekoč veliko večjega vulkana. To območje je razmeroma nizko ležeče, čeprav so tudi tukaj hribi, kot sta Ochils in Campsie Fells, redkokdaj daleč od pogleda.
Južno višavje je vrsta hribov, dolgih skoraj 200 km, prepredenih s širokimi dolinami. Ležijo južno od druge prelomnice (prelom Južnega višavja - Southern Uplands fault), ki poteka od Girvana do Dunbarja. Geološke temelje večinoma sestavljajo silurske usedline, ki so nastale pred približno 400 do 500 milijoni let. Najvišja točka Južnega višavja je Merrick z nadmorsko višino 843 m. Južno višavje je dom najvišje ležeče vasi na Škotskem, Wanlockhead (430 m nad morsko gladino).

### Podnebje
Podnebje večjega dela Škotske je zmerno in oceansko ter je po navadi zelo spremenljivo. Ker jo segreva Zalivski tok iz Atlantika, ima veliko milejše zime (vendar hladnejša in vlažnejša poletja) kot območja na podobnih zemljepisnih širinah, kot so Labrador, južna Skandinavija, moskovska regija v Rusiji in polotok Kamčatka na nasprotni strani Evrazije. Temperature so na splošno nižje kot v preostalih delih Združenega kraljestva, s temperaturo −27,2 °C, zabeleženo v Braemarju v gorovju Grampian, 11. februarja 1895, najhladnejšo, kadar koli zabeleženo kjer koli v Združenem kraljestvu. Zimske najvišje temperature so v povprečju 6 °C v nižinah, poletne pa so v povprečju 18 °C. Najvišja zabeležena temperatura je bila 35,1 °C na gradu Floors na škotskih mejah 19. julija 2022.
Zahod Škotske je običajno toplejši od vzhoda zaradi vpliva atlantskih oceanskih tokov in nižjih površinskih temperatur Severnega morja. Tiree v Notranjih Hebridih je eno najbolj sončnih krajev v državi: maja 1975 je imelo več kot 300 sončnih ur. Količina padavin se po Škotski zelo razlikuje. Zahodno višavje je najbolj namočeno, letna količina padavin na nekaterih mestih presega 3000 mm. Za primerjavo, velik del nižinske Škotske prejme manj kot 800 mm letno. Močno sneženje v nižinah ni običajno, z višino pa postane pogostejše. Braemar ima v povprečju 59 snežnih dni na leto, medtem ko je na številnih obalnih območjih v povprečju manj kot 10 dni snega na leto.

### Flora in favna
[[glavni|Živalstvo Škotske|Rastlinstvo Škotske}}
Škotska divjad je značilna za severozahodno Evropo, čeprav je bilo več večjih sesalcev, kot so ris, rjavi medved, volk, los in mrož, v zgodovinskih časih lovljenih do izumrtja. Obstajajo pomembne populacije tjulnjev in mednarodno pomembna gnezdišča za različne morske ptice, kot so strmoglavci. Planinski orel je nekakšna nacionalna ikona.
Na visokih gorskih vrhovih je v zimskih mesecih v fazi bele barve mogoče opaziti vrste, kot so belka, planinski zajec in velika podlasica. Obstajajo ostanki avtohtonega gozda rdečega bora (Pinus sylvestris) in na teh območjih lahko poleg divjega petelina, škotske divje mačke (Felis silvestris silvestris), navadne veverice in kune zlatice najdemo škotskega krivokljuna (loxia scotica), edino endemično vrsto ptic in vretenčarjev v Združenem kraljestvu. Ponovno so bile uvedene različne živali, tudi orel belorepcem leta 1975, rjavi škarnik v 1980-ih in izvedeni poskusni projekti, ki vključujejo bobra in divjo svinjo. Danes velik del preostalega avtohtonega kaledonskega gozda leži v narodnem parku Cairngorms, ostanki gozda pa so še vedno na 84 lokacijah po Škotski. Na zahodni obali še vedno obstajajo ostanki starodavnega keltskega deževnega gozda, zlasti na polotoku Taynish v Argyllu, ti gozdovi so še posebej redki zaradi visoke stopnje krčenja gozdov v zgodovini Škotske.
Rastlinstvo v državi je raznoliko in vključuje listnate in iglaste gozdove ter vrste barja in tundre. Obsežno komercialno sajenje dreves in upravljanje gorskega barjanskega habitata za pašo ovc in športne dejavnosti na terenu, kot sta zalezovanje jelenov in streljanje jerebov, vpliva na razširjenost avtohtonih rastlin in živali. Najvišje drevo v Združenem kraljestvu je velika jelka, posajena ob jezeru Loch Fyne v Argyllu v 1870-ih, fortingallska tisa pa je morda stara 5000 let in je verjetno najstarejše živo bitje v Evropi. Čeprav je število avtohtonih vaskularnih rastlin po svetovnih standardih nizko, je znatna škotska flora briofitov svetovnega pomena.

### Urbanizacija
Čeprav je Edinburg glavno mesto Škotske, je največje mesto Glasgow, ki ima nekaj več kot 584.000 prebivalcev. V somestju Greater Glasgow s skoraj 1,2 milijona prebivalcev živi skoraj četrtina škotskega prebivalstva. Centralni pas je kraj, kjer je večina glavnih mest na Škotskem, vključno z Glasgowom, Edinburghom, Dundeejem in Perthom. Edino večje mesto Škotske izven osrednjega pasu je Aberdeen. V Škotskem nižavju živi 80 % celotnega prebivalstva, v Centralnem pasu pa 3,5 milijona ljudi.
Na splošno ostanejo naseljeni le bolj dostopni in večji otoki. Trenutno jih je naseljenih manj kot 90. Južno višavje je v bistvu podeželske narave in v njem prevladujeta kmetijstvo in gozdarstvo. Zaradi stanovanjskih težav v Glasgowu in Edinburghu je bilo med letoma 1947 in 1966 določenih pet novih mest. To so East Kilbride, Glenrothes, Cumbernauld, Livingston in Irvine.
Največje občinsko območje po številu prebivalcev je Glasgow City, pri čemer je Višavje največje glede na geografsko območje.

## Demografija

### Jeziki
Škotska ima tri uradno priznane jezike: angleščina, škotščina in škotska gelščina. Škotska standardna angleščina, različica angleščine, kot se govori na Škotskem, je na enem koncu bipolarnega jezikovnega kontinuuma, s široko škotščino na drugem. Na škotsko standardno angleščino je morda v različni meri vplivala škotščina. Popis leta 2011 je pokazal, da 63 % prebivalstva »ni znalo škotskega jezika«. Drugi govorijo višavsko angleščino. Gelščino večinoma govorijo na Zahodnih otokih, kjer jo še vedno govori velik delež ljudi. Na nacionalni ravni je njegova uporaba omejena na 1 % prebivalstva. Število govorcev gelščine na Škotskem je padlo iz 250.000 leta 1881 na 60.000 leta 2008.
Priseljevanje po drugi svetovni vojni je Glasgowu, Edinburghu in Dundeeju ustvarilo majhne južnoazijske skupnosti. Leta 2011 je po ocenah na Škotskem živelo 49.000 etnično pakistanskih ljudi, zaradi česar so največja nebela etnična skupina.] Od širitve Evropske unije se je na Škotsko preselilo več ljudi iz srednje in vzhodne Evrope, popis iz leta 2011 pa je pokazal, da tam živi 61.000 Poljakov.
V tujini živi veliko več ljudi s škotskim poreklom kot skupno prebivalstvo Škotske. V popisu leta 2000 je 9,2 milijona Američanov samonavedlo, da so do neke mere škotskega porekla. Protestantsko prebivalstvo Ulstra je večinoma nižinskega škotskega porekla in ocenjuje se, da v ZDA zdaj živi več kot 27 milijonov potomcev škotsko-irskega preseljevanja. V Kanadi škotsko-kanadska skupnost šteje 4,7 milijona ljudi. Približno 20 % prvotnega evropskega prebivalstva Nove Zelandije je prišlo iz Škotske.

### Religija
Oblike krščanstva prevladujejo v verskem življenju na območju današnje Škotske že več kot 1400 let. Leta 2011 je nekaj več kot polovica (54 %) škotskega prebivalstva poročala, da je kristjan, medtem ko jih je skoraj 37 % poročalo, da nima vere. Od škotske reformacije leta 1560 je bila nacionalna cerkev (Škotska cerkev, znana tudi kot Kirk) protestantska po klasifikaciji in reformirana po teologiji. Od leta 1689 ima prezbiterijanski sistem cerkvene uprave, neodvisen od države. Njeno članstvo je leta 2020 padlo tik pod 300.000 (5 % celotnega prebivalstva). Cerkev ima teritorialno župnijsko strukturo, pri čemer ima vsaka skupnost na Škotskem lokalno kongregacijo.
Škotska ima tudi veliko rimskokatoliškega prebivalstva, 19 % jih izpoveduje to vero, zlasti v širšem Glasgowu in na severozahodu. Po reformaciji se je katolištvo na Škotskem nadaljevalo v višavju in na nekaterih zahodnih otokih, kot sta Uist in Barra, v 19. stoletju pa se je okrepilo s priseljevanjem z Irske. Druge krščanske veroizpovedi na Škotskem vključujejo Svobodno škotsko cerkev in različne druge prezbiterijanske veje. Tretja največja cerkev na Škotskem je Škotska episkopalna cerkev.
Ocenjuje se, da je na Škotskem 75.000 muslimanov (približno 1,4 % prebivalstva) in pomembne, vendar manjše judovske, hindujske in sikhovske skupnosti, zlasti v Glasgowu. Samostan Samyé Ling pri Eskdalemuirju, ki je leta 2007 praznoval 40. obletnico, je prvi budistični samostan v zahodni Evropi.

## Gospodarstvo
Škotska ima odprto mešano gospodarstvo v zahodnem slogu, tesno povezano s preostalim Združenim kraljestvom in širšim svetom. Škotska je eno vodilnih finančnih središč v Evropi in je največje finančno središče v Združenem kraljestvu izven Londona. Edinburgh je središče finančnih storitev na Škotskem, kjer ima sedež veliko velikih finančnih podjetij, vključno z: Lloyds Banking Group, Bank of Scotland, vladno Royal Bank of Scotland in Standard Life. Edinburgh je bil leta 2007 uvrščen na 15. mesto na lestvici svetovnih finančnih središč, leta 2012 pa je padel na 37. mesto zaradi škode njegovemu ugledu, leta 2016 pa je bil uvrščen na 56. mesto od 86. Do leta 2020 se je vrnil na 17. mesto. Tradicionalno je v škotskem gospodarstvu prevladovala težka industrija, ki je temeljila na ladjedelništvu v Glasgowu, premogovništvu in jeklarski industriji. Industrije, povezane z nafto, povezane s črpanjem nafte iz Severnega morja, so bile prav tako pomembne delodajalke od 1970-ih, zlasti na severovzhodu Škotske. Deindustrializacija v 1970-ih in 1980-ih je pomenila premik od osredotočenosti na proizvodnjo k bolj storitveno usmerjenemu gospodarstvu. Škotska vlada je leta 2020 ustanovila Škotsko nacionalno investicijsko banko, ki uporablja javni denar za financiranje komercialnih projektov po Škotski z upanjem, da bo ta začetni kapital spodbudil nadaljnje zasebne naložbe, da bi pomagal razviti pravičnejše in bolj trajnostno gospodarstvo. Za banko je bilo namenjenih 2 milijardi funtov davkoplačevalskega denarja.
Leta 2022 je bil bruto domači proizvod (BDP) Škotske, vključno z nafto in plinom na morju, ocenjen na 211,7 milijarde funtov. Leta 2021 je bil škotski izvoz blaga in storitev (brez trgovine znotraj Združenega kraljestva) ocenjen na 50,1 milijarde funtov. Glavni škotski izvoz blaga so mineralna goriva, stroji in transport ter pijače in tobak. Največji izvozni trgi blaga v državi so Evropska unija, Azija in Oceanija ter Severna Amerika. Viski je ena izmed bolj znanih dobrin gospodarske dejavnosti na Škotskem. Izvoz se je v desetletju do leta 2012 povečal za 87 % in je bil leta 2013 ocenjen na 4,3 milijarde funtov, kar je bilo 85 % škotskega izvoza hrane in pijače. Podpira približno 10.000 delovnih mest neposredno in 25.000 posredno. Škotskem lahko prispeva 400–682 milijonov funtov namesto nekaj milijard funtov, saj je več kot 80 % proizvedenega viskija v lasti neškotskih podjetij. Poročilo, ki ga je leta 2002 objavil škotski parlamentarni informacijski center (SPICe) za odbor za podjetništvo in vseživljenjsko učenje škotskega parlamenta, je navedlo, da turizem predstavlja do 5 % BDP in 7,5 % zaposlovanja.
Škotska je bila od industrijske revolucije dalje ena izmed industrijskih velesil v Evropi, saj je bila vodilna v proizvodnji v svetu. To je pustilo zapuščino v raznolikosti blaga in storitev, ki jih Škotska proizvaja, od tekstila, viskija in peciva do reaktivnih motorjev, avtobusov, računalniške programske opreme, upravljanja naložb in drugih povezanih finančnih storitev. Tako kot večina drugih razvitih industrializiranih gospodarstev je Škotska doživela upad tako proizvodne industrije kot primarnih ekstraktivnih industrij. To je bilo povezano z dvigom storitvenega sektorja gospodarstva, ki je postal največji sektor na Škotskem.

## Naravne in kulturne znamenitosti
- Aberdeen, mesto na škotski obali med ustjema rek Dee in Don; mestno jedro je zgrajeno iz sivega granita; tu so Marischal College (1593), King's College (ustanovljen 1495) s kapelo iz leta 1505, Umetnostna galerija, Antropološki muzej, v starem Aberdeenu je granitna stolnica sv. Maharja (1378-1552)
- Edinburg, kulturno in politično središče Škotske ob obali zaliva Firth of Forth. Ob vznožju grajskega hriba je staro mestno jedro z ulico Royal Mile, High Kirk of St. Giles (14. stoletje), v njej je grob Johna Knoxa, škotski parlament (1632–40), palača Holyroodhouse (1670–79), na hribu je grad iz 11. stoletja s kapelo sv. Margarete (1090) in kraljevsko palačo; spomenik pisatelja Walterja Scotta; Narodna galerija; Old and New Towns of Edinburgh je na seznamu Unescove dediščine [69]
- Glasgow je gospodarsko središče Škotske in leži ob reki Clyde; staro mestno jedro s trgovsko četrtjo iz 18. stoletja, gotska stolnica sv. Munga (12.–15. stoletje), Umetnostna galerija in muzej Kelvingrove in več drugih muzejev;
- Nem Lenark, naselje ob reki Clyde blizu Glasgowa je zgrajeno kot vzorno delavsko naselje v skladu z idejami Roberta Owena 1771–1858 ob njegovi tekstilni tovarni; na seznamu Unescove dediščine[70]
- Naravni rezervat Arhipelag St. Kilda; do 400 m visoke pečine z gnezdišči belih morskih vranov in drugih ptičev, sledovi 2000 letne naselitve; del Unescove svetovne dediščina[71]
- Skara Brae - naselje na največjem od Orkneyjskih otokov; neolitske naselbine , megalitski krog (Ring of Brodgar in Stones of Stenness ter velika gomilna grobnica Maes Howe - vse kot Srce neolitskega Orkneyja -  Unescova dediščina[72]
- Most čez zaliv Forth; jekleni konzolni železniški most čez Firth of Forth (estuarij ali zaliv reke Forth); ikona in simbol Škotske je na seznamu Unescove svetovne dediščine [73]